# 新合乡 (安图县)
新合乡，是中华人民共和国吉林省延边朝鲜族自治州安图县下辖的一个乡镇级行政单位。

## 行政区划
新合乡下辖以下地区：
十骑村、大坝村、小荒沟村、西韩村、参场村、北沟岭村、曙光村、青沟子村、大荒沟村、鸡房子村、寒葱沟村、大桥村、七顶子村、新合村、台前村、南十骑村、西山村和靠山村。